# Ali Ezzine
Ali Ezzine (in arabo علي الزين‎?; 3 settembre 1978) è un siepista e mezzofondista marocchino, fratello dell'anch'esso mezzofondista Hamid Ezzine.

## Palmarès
- Giochi olimpici

Sydney 2000: bronzo nei 3000 metri siepi.
- Mondiali

Siviglia 1999: bronzo nei 3000 metri siepi.
Edmonton 2001: argento nei 3000 metri siepi.

## Altre competizioni internazionali
1999
- Bronzo alla Grand Prix Final ( Monaco di Baviera), 3000 m siepi - 8'08"64